# Долевац (община)
Долевац (серб. Дољевац) — община в Сербии, входит в Нишавский округ.
Население общины составляет 18 389 человек (2007 год), плотность населения составляет 152 чел./км². Занимаемая площадь — 121 км², из них 75,9 % используется в промышленных целях.
Административный центр общины — город Долевац. Община Долевац состоит из 16 населённых пунктов, средняя площадь населённого пункта — 7,6 км².

## Статистика населения общины
| Год  | Население, чел. |
| ---- | --------------- |
| 1991 | 20138           |
| 2001 | 19662           |
| 2002 | 19534           |
| 2003 | 19383           |
| 2004 | 19200           |
| 2005 | 18939           |
| 2006 | 18645           |
| 2007 | 18389           |